# L'Assemblée (groupe)
Pour les articles homonymes, voir L'Assemblée.
L’Assemblée était un duo de hip-hop canadien, originaire du Québec. Il se compose notamment d'Ironik et de Narkoi, qui ce dernier compte à son actif un album solo, Il était une fois... et il s’implique depuis plusieurs années au sein de la scène locale.

## Biographie
Le groupe lance son premier maxi, La Guérilla, en 2000. Il a été suivi des deux premiers albums du groupe : Du coin de l’œil et Les Gars du peuple.
Le groupe L'Assemblée fait des prestations sur la scène des FrancoFolies de Montréal et du Festival d'été de Québec. Ils sont aussi présents en France, notamment à Grenoble. Leur vidéoclip, Plus vrai qu'mature, est présenté à MusiquePlus. Leur album Les Gars du peuple, publié en 2005, est nommé dans la catégorie meilleur album hip-hop de l'année au Gala de l'ADISQ. Album introspectif[réf. nécessaire] en plus de laisser place à des instruments plus classique tels que la guitare, le violon et le piano, le deuxième opus rassemble plusieurs collaborateurs, dont eXterio, Mike Ward, Muzion, Sans Pression, Taktika et Dessy Di Lauro. Les Gars du peuple se veut une incursion dans les encéphales de deux jeunes adultes contemporains. 
En mars 2007, ils annoncent la sortie d'un DVD le 3 avril prochain intitulé L'Assemblée - Les gars du peuple - Backstage. Le 8 avril 2008, L'Assemblée publie son troisième opus, intitulé Encore, qui réunis quelques artistes du hip-hop québécois, tels Anodajay, Koriass, Dramatik (Muzion), Webster, Papaz et Damien. Cette même année, le groupe célèbre ses dix années d'existence avec de nombreuses tournées,.
Le 5 novembre 2020, le Journal de Montréal sort une entrevue d'Ironik expliquant son choix d'arrêter la musique et la création de son blog "DansLesCoulisses.com" en 2009. Et il dit aussi qu'il est père de famille et habite en banlieue. Mais il est resté proche de Narkoi, vû qu'il y a une photo d'eux sur sa page Facebook.

## Discographie
- 2000 : La guérilla
- 2001 : Du coin de l'œil
- 2005 : Les gars du peuple
- 2007 : Les gars du peuple, BackStage (DVD)
- 2008 : Encore
- 2010 : Persona non grata
- 2011 : La Loi du Talion ℗ 2011 Iro Productions